# Phou Pha Thi

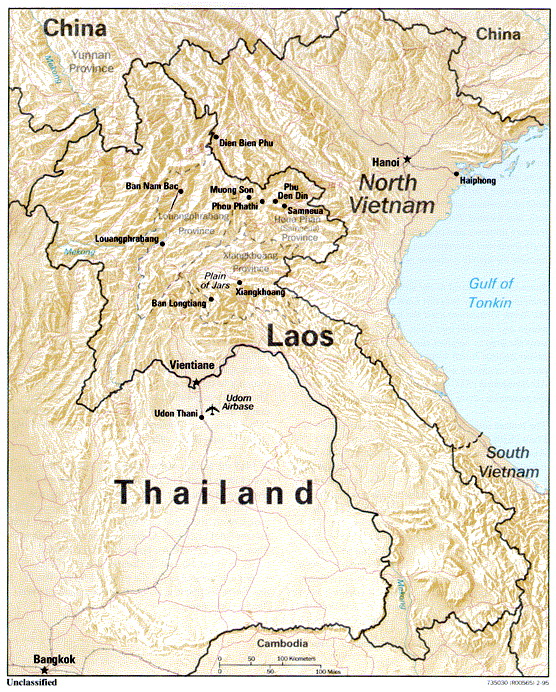
Karte von Laos mit dem Berg Phou Pha Thi

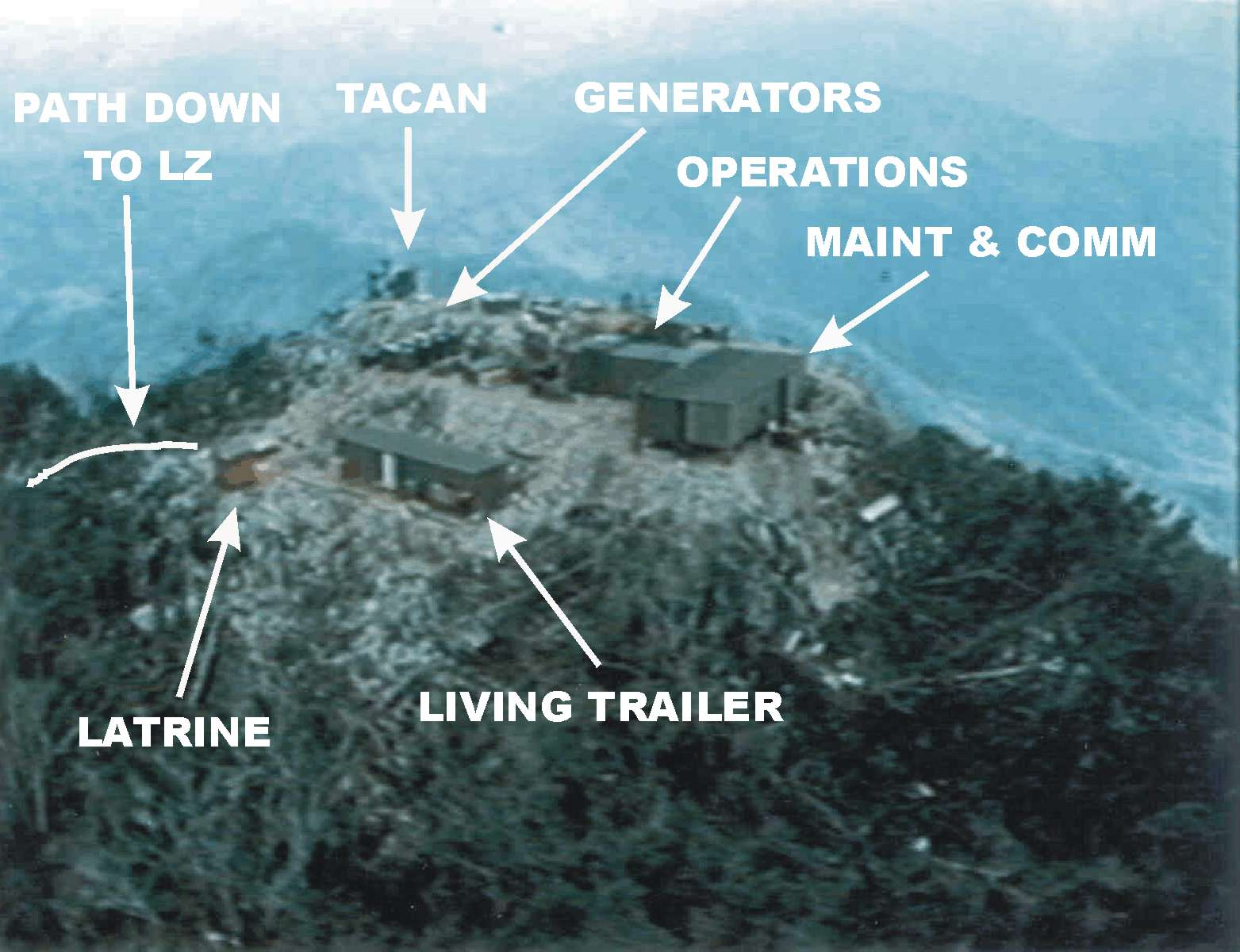
Ansicht der TACAN Funkstation auf der Spitze von Phou Pha Thi

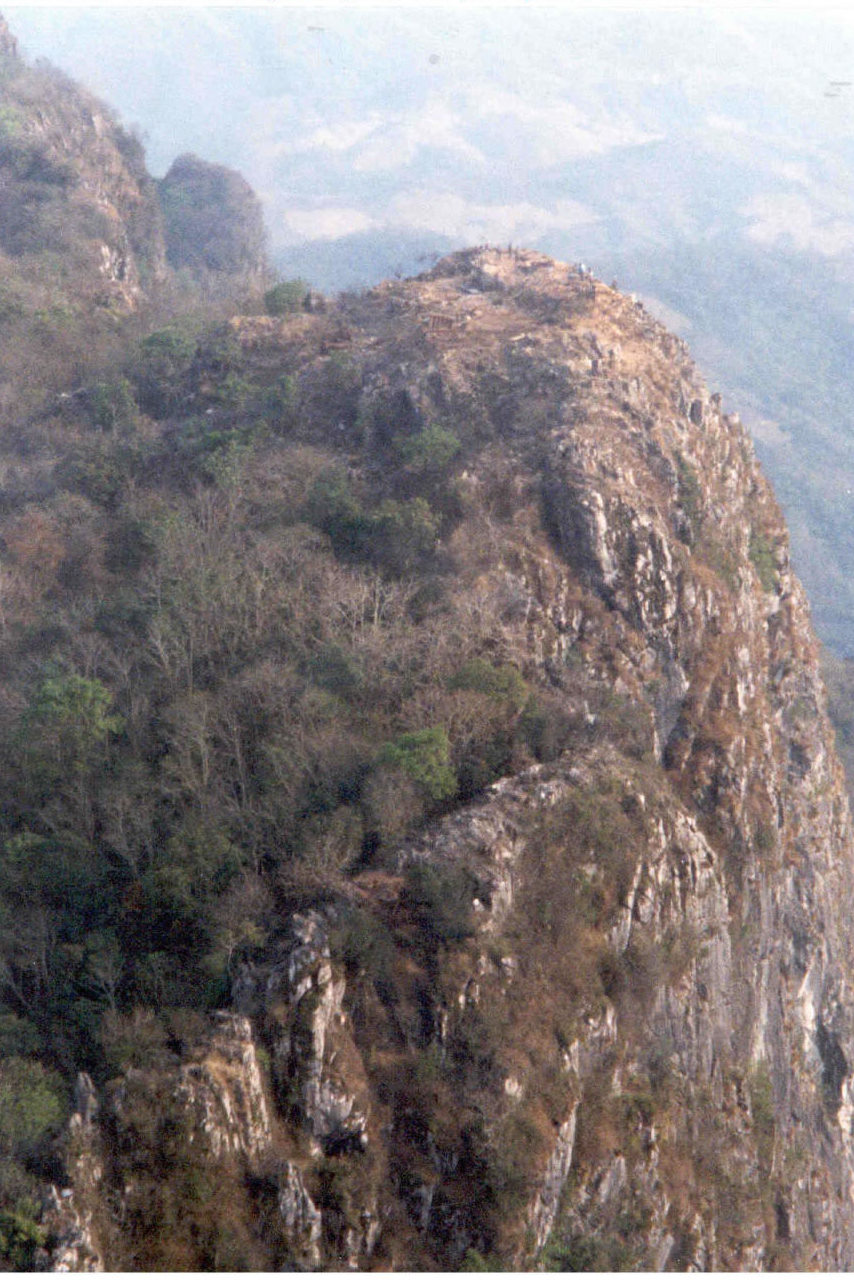
Phou Pha Thi 1994 aufgenommen von USAF Lieutenant Colonel Jeannie Schiff.

Phou Pha Thi ist ein 1786 Meter hoher Berg in der Provinz Houaphan in der Demokratischen Volksrepublik Laos nicht weit von der Grenze zu Vietnam. Koordinaten: 20.468°N 103.7058°E. Bei der einheimischen Hmong Bevölkerung gilt der Berg als heilig und Sitz von Geistern.

## Geschichte
Bekannt wurde der Berg, der etwa 160 Kilometer südlich von Dien Bien Phu und 240 Kilometer westlich von Hanoi (beide Orte Vietnam) liegt, durch den Vietnamkrieg. Während des Krieges wurde 1966 auf der Spitze des Berges von der Amerikanischen Luftwaffe eine TACAN Funkstation und eine AN/MSQ-77 Radar Station zur Führung und Lenkung von B-52 Bombenangriffen auf Nord-Vietnam installiert. Da das Königreich Laos offiziell neutral im Krieg war, wurde die Existenz der Radar Anlage als streng geheim eingestuft. Sie hatte die Bezeichnung LS85 oder Lima Site 85.
Am 10. März 1968 wurde Phou Pha Thi von Kommandoeinheiten der Nord Vietnamesischen Armee und Einheiten der Pathet Lao überrannt. Dabei fanden die meisten der amerikanischen Besatzung in der Schlacht um Lima Site 85 ihren Tod. Um sämtliche Spuren über die Existenz der Anlage zu vernichten, wurde der Phou Pha Thi nach der Eroberung durch Nordvietnam eine Woche lang von der amerikanischen Luftwaffe bombardiert. Dabei wurde die Installation komplett zerstört. Erst 1996 räumte die amerikanische Regierung ein, dass LS85 überhaupt existiert hatte, und es sich bei der Schlacht um den größten Verlust an Menschenleben der amerikanischen Luftwaffe an einem Tag gehandelt hatte.